# جرذ القطن البيروي
جرذ القطن البيروفي (الاسم العلمي:Sigmodon peruanus) (بالإنجليزية: Peruvian cotton rat)‏ هو نوع من الحيوانات يتبع جنس جرذ القطن من فصيلة الفأرية.